# Functional (C++)
Functional — заголовочный файл в стандартной библиотеке языка программирования C++, предоставляющий набор шаблонов классов для работы с функциональными объектами, а также набор вспомогательных классов для их использования в алгоритмах стандартной библиотеки.

## История
Впервые заголовочный файл <functional> появился в стандарте языка в 1998 году, куда был добавлен вместе со стандартной библиотекой шаблонов. Изначально в него вошел набор вспомогательных функциональных объектов для удобства использования алгоритмов STL. Также сюда вошли связыватели (binders) и набор обёрток функций, цель которых была облегчить работу в тех случаях, когда активно использовалась передача указателей на функции, то есть работа с функциями, как с некими объектами.
Существенное пополнение заголовочного файла предлагалось в библиотеке расширений C++ TR1
. Из библиотеки Boost в STL переносились такие классы, как function, bind, mem_fn, result_of, reference_wrapper, hash.
Большинство этих изменений, за исключением result_of, и вошло в актуальный на данный момент стандарт языка C++17. Поскольку классы function и bind во многом дублируют функциональность связывателей и обёрток функций редакции стандарта 1998 года, то в C++11 последние были обозначены как устаревшие (deprecated).

## Основные понятия

### Термины стандарта
В документе стандарта языка C++11 вводятся следующие термины касаемо классов заголовочного файла <functional>.
- Тип функционального объекта (function object type) — тип объекта, который может быть типом постфиксного выражения в вызове функции, где постфиксное выражение — набор перегруженных функций, или шаблонов функций, или адрес такого набора, или функциональный объект.
- Сигнатура вызова (call signature) — это название возвращаемого типа за которым следует в круглых скобках список нуля или более типов аргументов.
- Вызываемый тип (callable type) — это или тип функционального объекта, или указатель на член класса.
- Вызываемый объект (callable object) — это объект вызываемого типа.
- Тип обёртки вызова (call wrapper type) — это тип, который содержит вызываемый объект, и поддерживает операцию вызова, которая ведет к вызову (invoke) хранимого объекта.
- Обёртка вызова (call wrapper) — объект типа обёртки вызова.
- Целевой объект (target object) — вызываемый объект, который содержит обёртка вызова.

### Понятие функционального объекта
Функциональный объект, или функтор — это класс с определённым оператором вызова функции — operator () таким образом, что в следующем коде
```
FunctionObjectType
 
func
;

func
();

```

выражение func() является вызовом operator() функционального объекта func, а не вызовом некоторой функции с именем func. Тип функционального объекта должен быть определён следующим образом:
```
class
 
FunctionObjectType
 
{

  
public
:

  
void
 
operator
()
 
()
 
{

    
// Do some work

  
}

};

```

У использования функциональных объектов есть ряд преимуществ перед использованием функций, а именно:
1. Функциональный объект может иметь состояние. Фактически может быть два объекта одного и того же функционального типа, находящиеся в разных состояниях в одно и тоже время, что невозможно для обычных функций. Также функциональный объект может обеспечить операции предварительной инициализации данных.
2. Каждый функциональный объект имеет тип, а следовательно имеется возможность передать этот тип как параметр шаблона для указания определённого поведения. К примеру, типы контейнеров с разными функциональными объектами отличаются.
3. Объекты-функции зачастую выполняются быстрее чем указатели на функции. К примеру, встроить (inline) обращение к оператору () класса легче, чем функцию, переданную по указателю[6].

### Предикаты
Функциональные объекты, которые возвращают булевский тип, называются предикатами. В стандартной библиотеке используются унарные и бинарные предикаты. Поведение предиката не должно зависеть от количества выполненных операций копирования над этим предикатом, поскольку стандарт C++ не определяет, сколько раз предикат может быть скопирован при использовании в алгоритмах. Иными словами, для того, чтобы пользовательский предикат был приемлемым для STL, он не должен менять своё состояние при копировании или вызове.

## Обёртки функций

### std::function
Начиная со стандарта C++11 шаблонный класс std::function является полиморфной обёрткой функций для общего использования. Объекты класса std::function могут хранить, копировать и вызывать произвольные вызываемые объекты — функции, лямбда-выражения, выражения связывания и другие функциональные объекты. Говоря в общем, в любом месте, где необходимо использовать указатель на функцию для её отложенного вызова, или для создания функции обратного вызова, вместо него может быть использован std::function, который предоставляет пользователю большую гибкость в реализации.
Впервые данный класс появился в библиотеке Function в версии Boost 1.23.0. После его дальнейшей разработки он был включен в стандарт расширения C++ TR1 и окончательно утверждён в C++11.

#### Определение класса
```
template
<
class
>
 
class
 
function
;
 
// undefined

template
<
class
 
R
,
 
class
...
 
ArgTypes
>
 
class
 
function
<
R
(
ArgTypes
...)
>
;

```

Также в стандарте определены вспомогательные модификаторы swap и assign и операторы сравнения (== и !=) с nullptr. Доступ к целевому объекту предоставляет функция target, а к его типу — target_type. Оператор приведения function к булевскому типу возвращает true, когда у класса есть целевой объект.

#### Пример использования
```
#include
 
<iostream>

#include
 
<functional>

struct
 
A
 
{

    
A
(
int
 
num
)
 
:
 
num_
(
num
){}

    
void
 
printNumberLetter
(
char
 
c
)
 
const
 
{
std
::
cout
 
<<
 
"Number: "
 
<<
 
num_
  
<<
 
" Letter: "
 
<<
 
c
 
<<
 
std
::
endl
;}

    
int
 
num_
;

};

void
 
printLetter
(
char
 
c
)

{

    
std
::
cout
 
<<
 
c
 
<<
 
std
::
endl
;

}

struct
 
B
 
{

    
void
 
operator
()
 
()
 
{
std
::
cout
 
<<
 
"B()"
 
<<
 
std
::
endl
;}

};

int
 
main
()

{

    
// Содержит функцию.

    
std
::
function
<
void
(
char
)
>
 
f_print_Letter
 
=
 
printLetter
;

    
f_print_Letter
(
'Q'
);

    
// Содержит лямбда-выражение.

    
std
::
function
<
void
()
>
 
f_print_Hello
 
=
 
[]
 
()
 
{
std
::
cout
 
<<
 
"Hello world!"
 
<<
 
std
::
endl
;};

    
f_print_Hello
();

    
// Содержит связыватель.

    
std
::
function
<
void
()
>
 
f_print_Z
 
=
 
std
::
bind
(
printLetter
,
 
'Z'
);

    
f_print_Z
();

    
// Содержит вызов метода класса.

    
std
::
function
<
void
(
const
 
A
&
,
 
char
)
>
 
f_printA
 
=
 
&
A
::
printNumberLetter
;

    
A
 
a
(
10
);

    
f_printA
(
a
,
 
'A'
);

    
// Содержит функциональный объект.

    
B
 
b
;

    
std
::
function
<
void
()
>
 
f_B
 
=
 
b
;

    
f_B
();

}

```

Результатом работы приведённого выше кода будет:
```
Q

Hello
 
world
!

Z

Number
:
 
10
 
Letter
:
 
A

B
()

```

#### std::bad_functional_call
Исключение типа bad_functional_call будет брошено при попытке вызова обёртки функции function::operator(), если у этой обёртки отсутствует целевой объект. bad_functional_call наследуется от std::exception, и у него доступен виртуальный метод what() для получения текста ошибки. Пример использования:
```
#include
 
<iostream>

#include
 
<functional>

int
 
main
()

{

    
std
::
function
<
void
()
>
 
func
 
=
 
nullptr
;

    
try
 
{

        
func
();

    
}
 
catch
(
const
 
std
::
bad_function_call
&
 
e
)
 
{

        
std
::
cout
 
<<
 
e
.
what
()
 
<<
 
std
::
endl
;

    
}

}

```

### std::mem_fn
Шаблонная функция std::mem_fn создаёт объект-обёртку вокруг указателей на члены класса. Этот объект может хранить, копировать и вызывать член класса по указателю. В качестве указателя могут также использоваться ссылки и умные указатели.
Впервые шаблонная функция std::mem_fn появилась в библиотеке Member Function в версии Boost 1.25.0. Она также была включена в C++ TR1 и окончательно в C++11. В библиотеке Boost она разрабатывалась как обобщение стандартных функций std::mem_fun и std::mem_fun_ref.

### Устаревшие базовые классы
До включения в C++11 частей библиотеки Boost, в стандартной библиотеке были свои аналоги обёрток функций. В помощь для написании объектов-функций, библиотека предоставляет следующие базовые классы.
```
template
 
<
class
 
Arg
,
 
class
 
Result
>

struct
 
unary_function
 
{

    
typedef
 
Arg
 
argument_type
;

    
typedef
 
Result
 
result_type
;

};

template
 
<
class
 
Arg1
,
 
class
 
Arg2
,
 
class
 
Result
>

struct
 
binary_function
 
{

    
typedef
 
Arg1
 
first_argument_type
;

    
typedef
 
Arg2
 
second_argument_type
;

    
typedef
 
Result
 
result_type
;

};

```

Назначение этих классов — дать стандартные имена типам аргументов и возвращаемых значений для избавления от путаницы в дальнейшем использовании пользовательских предикатов. Пользовательские предикаты, в свою очередь, позволяют просто и изящно пользоваться контейнерами и алгоритмами STL, в частности, пользовательские предикаты полезны, когда необходимо воспользоваться алгоритмами для классов, разработанных не на основе стандартной библиотеки.
Однако, адаптивный функциональный протокол, базирующийся на наследовании, который вводили эти классы, был заменен лямбда-функциями и std::bind в C++11, и стало накладно поддерживать этот протокол для новых компонентов библиотеки. Кроме того, избавление от наследования разрешало некоторые неоднозначности. Поэтому было решено обозначить эти классы как устаревшие в C++11.

### Устаревшие адаптеры
В стандарте имеются адаптеры указателей на функцию и адаптеры методов классов, которые в стандарте C++11 объявлены устаревшими, поскольку они дублируют функциональность нововведений.
std::ptr_fun позволяет создавать обёртки вокруг функций от одного и двух аргументов. Одно из применений — передача глобальных функций, обёрнутых этим адаптером, алгоритмам STL. Типом возвращаемого значения являются шаблонные классы std::pointer_to_unary_function или std::pointer_to_binary_function в зависимости от количества аргументов.

## Связыватели

### std::bind
Шаблонная функция std::bind называется связывателем и предоставляет поддержку частичного применения функций. Она привязывает некоторые аргументы к функциональному объекту, создавая новый функциональный объект. То есть вызов связывателя эквивалентен вызову функционального объекта с некоторыми определёнными параметрами. Передавать связывателю можно или непосредственно значения аргументов, или специальные имена, определенные в пространстве имен std::placeholders, которые указывают связывателю на то, что данный аргумент не будет связан, и определяют порядок аргументов у возвращаемого функционального объекта.
Впервые данная функция появилась в библиотеке Bind в версии Boost 1.25.0. Там она позиционировалась как обобщение и расширение стандартных связывателей std::bind1st и std::bind2nd, так как позволяла связывать произвольное количество аргументов и изменять их порядок. В редакции стандарта C++11 bind был включен в библиотеку и предыдущие связыватели были обозначены устаревшими.

### Определение функции
```
template
<
class
 
F
,
 
class
...
 
BoundArgs
>

   
unspecified
 
bind
(
F
&&
 
f
,
 
BoundArgs
&&
...
 
bound_args
);

template
<
class
 
R
,
 
class
 
F
,
 
class
...
 
BoundArgs
>

   
unspecified
 
bind
(
F
&&
 
f
,
 
BoundArgs
&&
...
 
bound_args
);

```

Здесь f — вызываемый объект, bound_args — список связанных аргументов. Возвращаемым значением есть функциональный объект неопределённого типа T, который может быть помещён в std::function, и для которого выполняется  std::is_bind_expression<T>::value == true.
Внутри обёртка содержит объект типа std::decay<F>::type, построенного с std::forward<F>(f), а также по одному объекту для каждого аргумента аналогичного типа std::decay<Arg_i>::type.

### std::placeholders
В пространстве имён std::placeholders содержатся специальные объекты _1, _2, ... , _N, где число N зависит от реализации. Они используются в функции bind для задания порядка свободных аргументов. Когда такие объекты передаются в виде аргументов в функцию bind, то для них генерируется функциональный объект, в котором, при вызове с несвязанными аргументами, каждый заполнитель _N будет заменён на N-й по счёту несвязанный аргумент.
Для получения целого числа k из заполнителя _K предусмотрен вспомогательный шаблонный класс std::is_placeholder. При передаче ему заполнителя, как параметра шаблона, есть возможность получить целое число при обращении к его полю value. К примеру, is_placeholder<_3>::value вернёт 3.

### Пример
```
#include
 
<iostream>

#include
 
<functional>

int
 
myPlus
 
(
int
 
a
,
 
int
 
b
)
 
{
return
 
a
 
+
 
b
;}

int
 
main
()

{

    
std
::
function
<
int
 
(
int
)
>
 
f
(
std
::
bind
(
myPlus
,
 
std
::
placeholders
::
_1
,
 
5
));

    
std
::
cout
 
<<
 
f
(
10
)
 
<<
 
std
::
endl
;

}

```

Результатом работы этого примера будет:
```
15

```

### Устаревшие связыватели
В редакции стандарта C++ 1998 года стандартная библиотека предоставляла связыватели std::bind1st и std::bind2nd, позволяющие функцию от двух аргументов преобразовать в функцию от одного аргумента, привязывая второй аргумент к какому-либо значению. На вход они принимают функциональный объект и значение аргумента для связывания, а возвращают шаблонные классы std::binder1st и std::binder2nd, наследники unary_function, соответственно.
Пример использования.
```
void
 
func
(
list
<
int
>&
 
cont
)

{

    
list
<
int
>::
const_iterator
 
iter
 
=
 
find_if
(
cont
.
begin
(),
 
cont
.
end
(),
 
bind2nd
(
greater
<
int
>
(),
 
10
));

    
// Do some work ...

}

```

## Функциональные объекты
Набор предопределённых функциональных объектов для базовых операций был неотъемлемой частью стандартной библиотеки шаблонов с момента её появления в стандарте. Это базовые арифметические операции (+-*/%), базовые логические операции (&&, ||, !) и операции сравнения (==, !=, >, <, >=, <=). Несмотря на их тривиальность, используя именно эти классы проводилась демонстрация возможностей алгоритмов стандартной библиотеки. Также их наличие способствует удобству и избавляет пользователя библиотеки от избыточной работы по написанию собственных аналогов.
Логические функторы и функторы сравнения являются предикатами и возвращают булевский тип. Начиная с C++11, также были добавлены некоторые битовые операции (and, or, xor, not).
| Тип             | Название      | Кол-во операндов | Возвращаемый тип | Действие |
| --------------- | ------------- | ---------------- | ---------------- | -------- |
| Сравнения       | equal_to      | Бинарный         | bool             | x == y   |
| Сравнения       | not_equal_to  | Бинарный         | bool             | x != y   |
| Сравнения       | greater       | Бинарный         | bool             | x > y    |
| Сравнения       | less          | Бинарный         | bool             | x < y    |
| Сравнения       | greater_equal | Бинарный         | bool             | x >= y   |
| Сравнения       | less_equal    | Бинарный         | bool             | x <= y   |
| Логические      | logical_and   | Бинарный         | bool             | x && y   |
| Логические      | logical_or    | Бинарный         | bool             | x \| y   |
| Логические      | logical_not   | Унарный          | bool             | !x       |
| Арифметические  | plus          | Бинарный         | T                | x + y    |
| Арифметические  | minus         | Бинарный         | T                | x - y    |
| Арифметические  | multiplies    | Бинарный         | T                | x * y    |
| Арифметические  | divides       | Бинарный         | T                | x / y    |
| Арифметические  | modulus       | Бинарный         | T                | x % y    |
| Арифметические  | negate        | Унарный          | T                | -x       |
| Битовые (C++11) | bit_and       | Бинарный         | T                | x & y    |
| Битовые (C++11) | bit_or        | Бинарный         | T                | x \| y   |
| Битовые (C++11) | bit_xor       | Бинарный         | T                | x ^ y    |
| Битовые (C++11) | bit_not       | Унарный          | T                | ~x       |

### Отрицатели (negators)
Также, наряду с предопределёнными предикатами, в заголовочном файле имеются отрицатели предикатов, которые вызывают предикат и возвращают результат обратный результату предиката. Предикатные отрицатели сродни связывателям в том, что они принимают операцию и производят из неё другую операцию. Библиотека предоставляет два таких отрицателя: унарный not1() и бинарный not2(). Возвращаемым типом этих отрицателей есть специальные вспомогательные классы unary_negate и binary_negate, определенные следующим образом:
```
template
 
<
class
 
Predicate
>
 
class
 
unary_negate
 
{

public
:

    
explicit
 
unary_negate
(
const
 
Predicate
&
 
pred
);

    
bool
 
operator
()(
const
 
typename
 
Predicate
::
argument_type
&
 
x
)
 
const
;

};

template
 
<
class
 
Predicate
>
 
class
 
binary_negate
 
{

public
:

   
explicit
 
binary_negate
(
const
 
Predicate
&
 
pred
);

   
bool
 
operator
()(
const
 
typename
 
Predicate
::
first_argument_type
&
 
x
,
 
const
 
typename
 
Predicate
::
second_argument_type
&
 
y
)
 
const
;

```

Здесь operator() возвращает !pred(x) в первом случае, и !pred(x,y) во втором. Унарный предикат должен иметь определенный тип argument_type, а бинарный — типы first_argument_type и second_argument_type. Наличие таких определений у таких классов как std::function, std::mem_fn и std::ref делает возможным использование отрицателей вместе с обёртками функций.
В изначальной редакции стандарта unary_negate и binary_negate наследовались от базовых классов unary_function и binary_function соответственно, что предоставляло пользователю возможность использовать отрицатели для собственных предикатов. Так как упомянутые выше базовые классы были помечены устаревшими, а какой-либо замены отрицателям, помимо лямбда-функций, нет, то их решено было оставить.

## Обёртки ссылок
В заголовочном файле <functional> определен небольшой вспомогательный класс std::reference_wrapper, который оборачивает в себе ссылку на объект, или ссылку на функцию, переданную ему в шаблоне. Он может быть полезен для передачи ссылок шаблонам функций (к примеру, в алгоритмах), которые обычно делают копии объектов при передаче по значению. Всё, что делает reference_wrapper, это хранение ссылки на переданный в шаблоне тип T, и выдачу её при обращении operator T& ().
Впервые шаблонный класс reference_wrapper появился в библиотеке Ref в версии Boost 1.25.0. С некоторыми доработками он был включен в C++11.
Для создания объектов reference_wrapper предоставлены вспомогательные функции ref и cref, определённые следующим образом:
```
template
 
<
class
 
T
>
 
reference_wrapper
<
T
>
 
ref
(
T
&
 
t
)
 
noexcept
;

template
 
<
class
 
T
>
 
reference_wrapper
<
const
 
T
>
 
cref
(
const
 
T
&
 
t
)
 
noexcept
;

```